# Redortiers
Redortiers – miejscowość i gmina we Francji, w regionie Prowansja-Alpy-Lazurowe Wybrzeże, w departamencie Alpy Górnej Prowansji.

## Demografia
Według danych na rok 1990 gminę zamieszkiwało 71 osób, a gęstość zaludnienia wynosiła niespełna 2 osoby/km². W styczniu 2015 r. Redortiers zamieszkiwały 72 osoby, przy gęstości zaludnienia wynoszącej 1,6 osób/km².